# Пагорб Ала ад-Діна
П́агорб Ала ад-Діна (тур. Alâeddin Tepesi) — невелика височина в центрі турецького міста Ќонья. Пагорб має висоту 20 м над навколишнім ландшафтом (1041 м над рівнем моря).
Пагорб Ала ад-Діна є найдавнішим місцем поселення людей на території Коньї. У результаті розкопок, проведених у 1941 році вдалося встановити, що перші поселення на пагорбі виникли в епоху раннього бронзового століття приблизно за 3000 років до нашої ери. На пагорбі збереглися залишки фригійської, елліністичної, римської, візантійської і сельджуцької культур. На сьогоднішній день Пагорб Ала ад-Діна є пам'яткою історії та культури, а також однією з головних визначних пам'яток міста Конья.

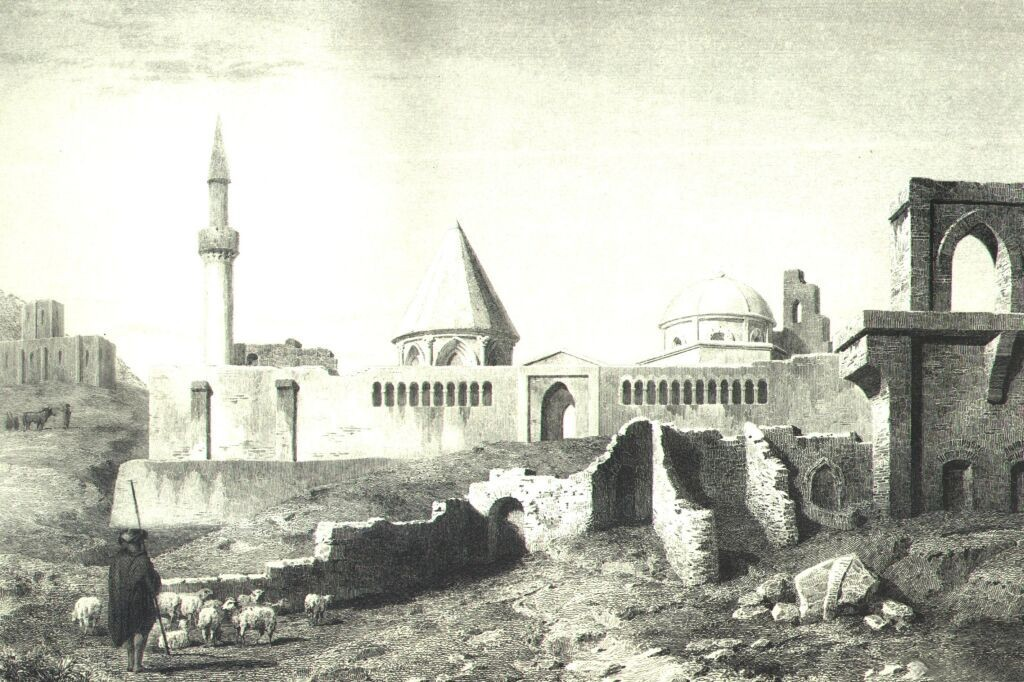
Мечеть Ала ад-Діна і руїни султанського палацу в 1849 году

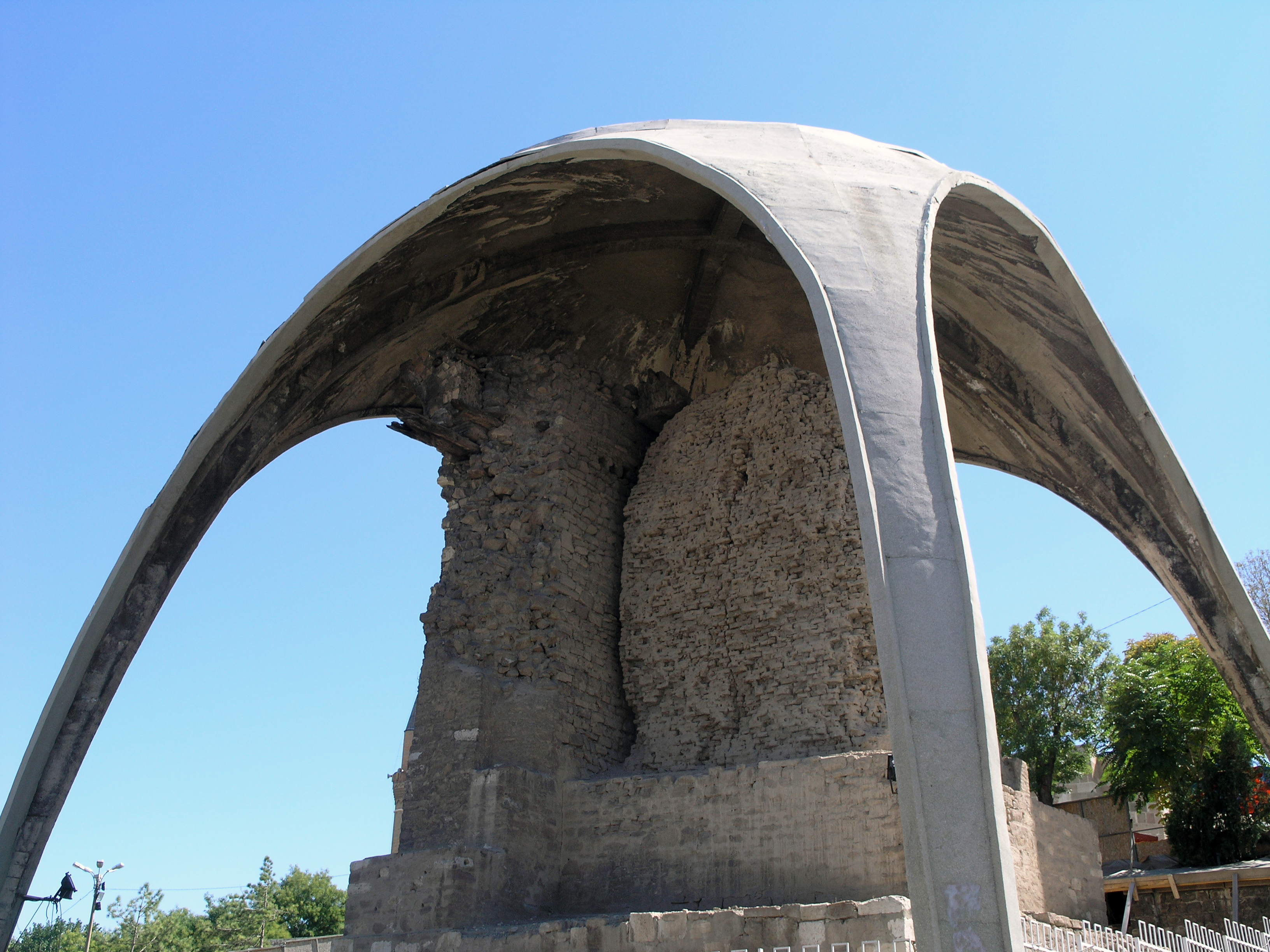
Руїни палацу султана Килич-Арслана II

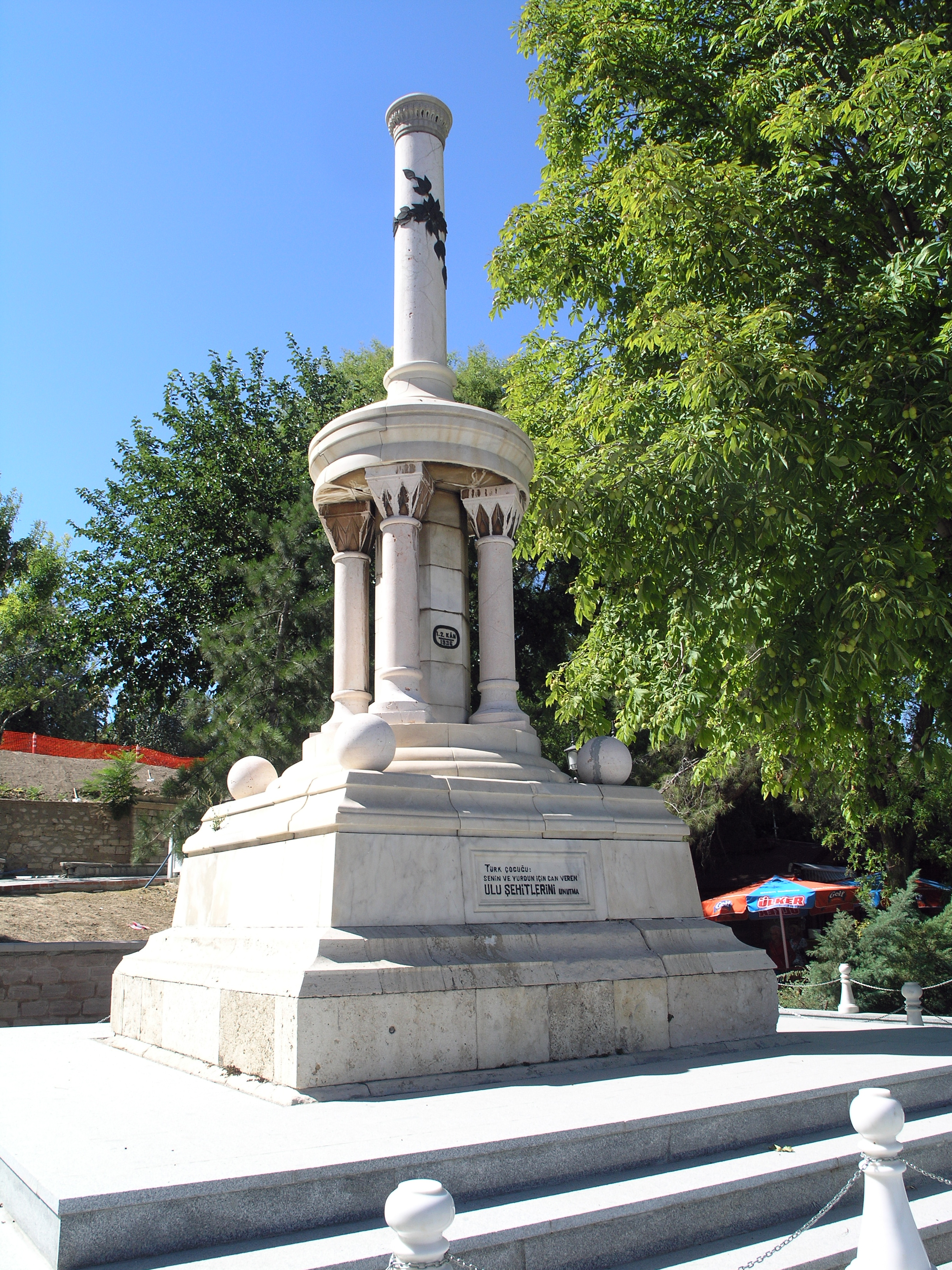
Пам'ятник мученикам

## Історія
Достовірно відомо, що перші поселення на пагорбі Ала ад-Діна виникли за 3000 років до нашої ери. Після розпаду Хетського царства територія центральної Анатолії приблизно в 1190 році до н. е. знаходиться під владою фрігійців. Пагорб і місто, яке на ньому формується, отримує найменування Kawania (Куванна). Після фрігійців настає час лідійців,  які правлять в 547 році до н. е., завойоване перським царем Киром II. Куванна входить до складу сатрапії Каппадокія.
В елліністичний період назва міста змінюється на Ikonion (Іконіон). У візантійську епоху Іконіон стає адміністративним центром регіону центральної Анатолії. У цей час міське будівництво здійснюється вже за межами стін, які оточують пагорб.
У кінці XI століття Іконіон стає столицею імперії анатолійських сельджуків. Вони й дають місту сучасне ім'я Конья, а імперія іменується відповідно Конійским султанатом. У 1190 році під час Третього хрестового походу Фрідріх I Барбаросса захоплює Конью та розміщує там гарнізон. Однак незабаром сельджуки відвойовують місто назад.
Під час правління султана  Масуда I візантійська базиліка на пагорбі починає перебудовуватися в мечеть, яка стає султанською усипальницею, а султан Килич-Арсланом II будує султанський палац. Дещо пізніше пагорб отримує ім'я на честь султана Ала ад-Дін Кей-Кубада I, при якому імперія сельджуків досягає найбільшого розквіту.
У 1908 році за розпорядженням паші Коньї Феріда, на пагорбі були побудовані резервуар для води й фонтан. У 1936 році для підйому на пагорб були побудовані парадні сходи, вгорі яких знаходиться пам'ятник «Пам'яті мучеників», від якого відкривається вид на музей Мевляни.